# Roberta Gambarini

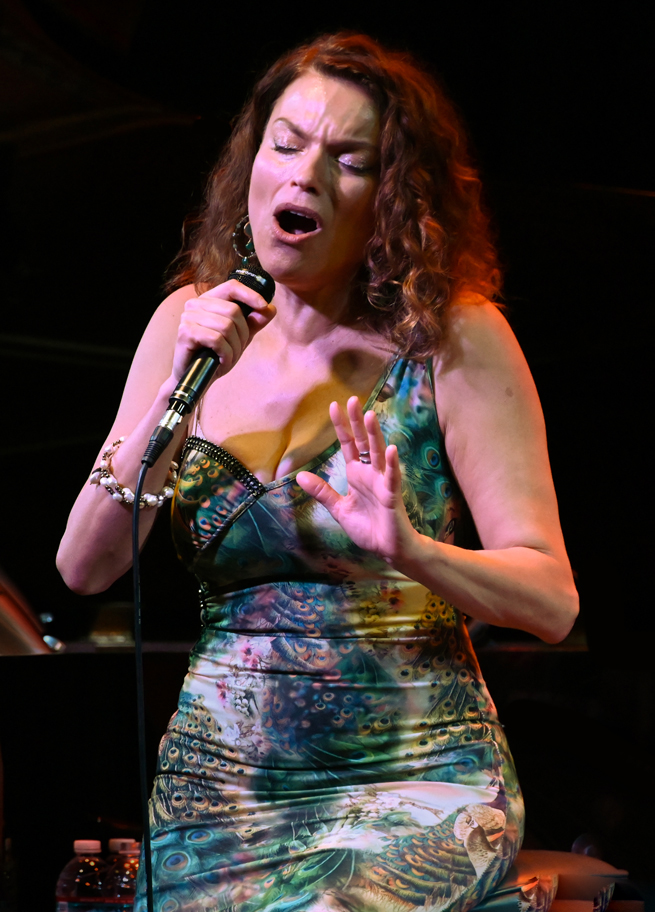
Roberta Gambarini (2019)

Roberta Gambarini (* 30. November 1964 in Turin) ist eine italienische Jazz-Sängerin.

## Leben und Wirken
Roberta Gambarini wurde von ihrem Vater, einem Amateur-Saxophonisten, früh an den Jazz herangeführt. Sie begann zunächst mit Klavier und Klarinette, nahm auch klassische Gesangsstunden in Rom und hatte mit 17 Jahren ihr Debüt als Sängerin in Jazzclubs. Mit 18 Jahren zog sie nach Mailand, um professionell als Jazz-Sängerin zu arbeiten (für eine akademische Ausbildung etwa in Berklee hatte sie kein Geld). Ein Jahr später gewann sie den dritten Platz im nationalen Jazz-Radio-Gesangswettbewerb und begann in Clubs und auf Festivals in ganz Italien aufzutreten. Ihre ersten Aufnahmen machte sie 1986. Mitte der 1990er Jahre unterrichtete sie drei Jahre Jazz-Gesang an der städtischen Jazz-Schule in Mailand. 1997 ging sie mit Emmanuel Bex auf Tour in Italien.
1998 ging sie in die USA mit einem Stipendium (als „Artist in Residence“ für zwei Jahre) des New England Conservatory of Music in Boston und wurde dritte im Thelonious-Monk-Gesangswettbewerb (hinter Teri Thornton und Jane Monheit). Kurz danach zog sie nach New York, wo sie mit einem Repertoire von eigenen Texten zu Musik von Charles Mingus, Thelonious Monk, Eric Dolphy, Ornette Coleman Fuß fassen wollte. Seitdem trat sie auf internationalen Festivals wie dem North Sea Jazz Festival und, den Festivals von Toronto, Juan-les-Pins und Monterey auf. 2004 tourte sie mit der Dizzy-Gillespie-Bigband und 2006 und 2007 mit eigenem Trio und dem Hank Jones Trio. 2004 erschien ihr Album 16 Men and a Chick Swinger Singing mit der Bigband der Brüder Dean Pratt und Michael Pratt. 2006 erschien ihr amerikanisches Debüt-Album „Easy to love“ (bei In and Out Records, u. a. mit James Moody), das für den Grammy nominiert wurde und in Japan den Preis des Swing Journal für das beste Gesangsalbum 2005 erhielt. Kontakt mit der Jazztradition suchte sie nicht nur in Zusammenarbeit mit Hank Jones und James Moody, sie besuchte auch 2000 Benny Carter in Los Angeles, auf dessen Tribute Concert beim North Sea Jazz Festival sie sang.
Sie arbeitete u. a. mit Roy Hargrove, Michael Brecker und Randy Brecker, Christian McBride, Herbie Hancock, Jimmy Heath, Toots Thielemans, Slide Hampton, Harold Land, Curtis Fuller, Johnny Griffin, Dave Brubeck, Jake Hanna, Sullivan Fortner, Ron Carter und der Dizzy Gillespie All Star Big Band.
2006 sang sie in der Premiere von Dave Brubecks „Cannery Row Suite“ auf dem Monterey Jazz Festival.
2007 erhielt sie den JJA Award als Sängerin und 2010 erhielt sie den Rising Star Award im Down Beat Kritiker Poll.

## Diskografische Hinweise
- You Are There Universal Music, Berlin 2007
- So in Love Emarcy, 2009
- Roberta Gambarini & Andrea Donati Under Italian Skies Kind of Blue 2011
- Connecting Spirits: The Jimmy Heath Songbook. With the Heath Brothers Band Groovin'High Records, 2015